# Caspiomyzon
Caspiomyzon – rodzaj minogów z rodziny minogowatych (Petromyzontidae).

## Zasięg występowania
Rodzaj obejmuje gatunki występujące w wodach Grecji, Kazachstanu, Rosji, Azerbejdżanu, Iranu i Turkmenistanu.

## Etymologia
- Caspiomyzon: łac. Caspius „kaspijski, z Morza Kaspijskiego”[5]; rdzeń -myzon stosowany w wielu łacińskich nazwach minogów, od gr. μυζαω muzaō „ssać”[6].
- Agnathomyzon: gr. przyrostek negatywny α- a- „bez”[7]; γναθος gnathos „żuchwa”[8]; μυζαω muzaō „ssać”[6]. Gatunek typowy: Petromyzon wagneri Kessler, 1870.
- Haploglossa: gr. ἁπλοος haploos „pojedynczy, prosty”[9]; γλωσσα glōssa „język”[10]. Gatunek typowy: Agnathomyzon (Haploglossa) caspicus Gratzianov, 1907 (= Petromyzon wagneri Kessler, 1870).

## Systematyka
Do niedawna rodzaj uznawany był za monotypowy i jego jedynym przedstawicielem był C. wagneri, zaś gatunki C. graecus i C. hellenicus zaliczano do rodzaju Eudontomyzon. Do rodzaju zaliczane są następujące gatunki:
- Caspiomyzon graecus (Renaud & Economidis, 2010)
- Caspiomyzon hellenicus (Vladykov, Renaud, Kott & Economidis, 1982) – minóg grecki[11]
- Caspiomyzon wagneri (Kessler, 1870) – minóg kaspijski